# Stazione di Bar-le-Duc
La stazione di Bar-le-Duc (in francese Gare de Bar-le-Duc) è una stazione ferroviaria posta lungo la linea Parigi-Strasburgo, a servizio di Bar-le-Duc.

## Storia

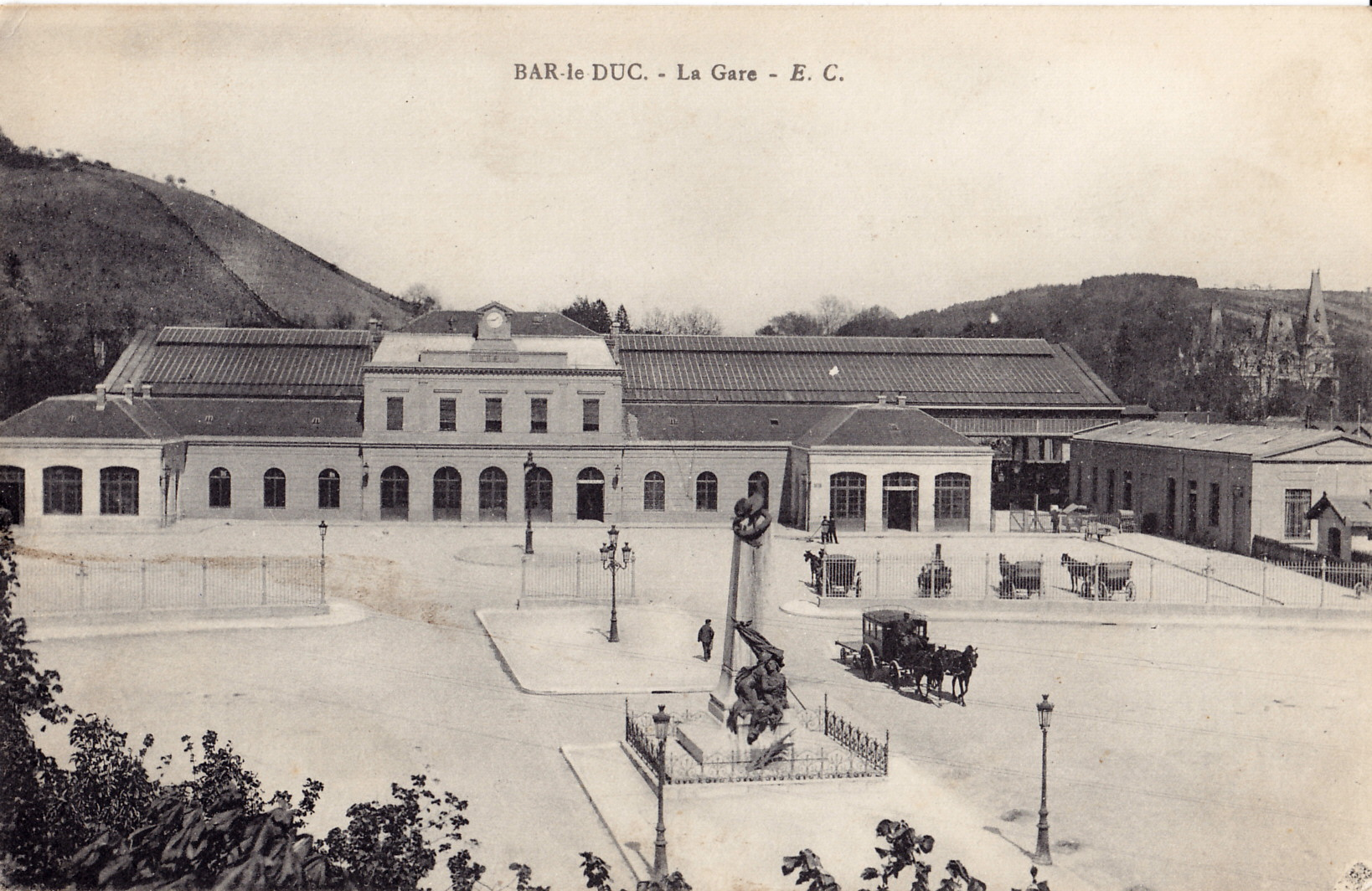
La stazione di Bar-le-Duc nel 1916.

La stazione di Bar-le-Duc fu inaugurata il 27 maggio 1851 dalla Compagnie du chemin de fer de Paris à Strasbourg, in occasione dell'entrata in servizio della tratta Vitry-le-François-Bar-le-Duc della ferrovia da Parigi al confine tedesco. La linea verrà poi prolungata fino a Commercy il 12 agosto 1852.